# Дефедерико, Матиас
Матиас Адриан Дефедерико (исп. Matías Adrián Defederico; 23 августа 1989 года, Буэнос-Айрес) — аргентинский футболист, игравший на позиции нападающего.

## Клубная карьера
Матиас Дефедерико начинал свою карьеру футболиста в аргентинском клубе «Уракан». 18 августа 2007 года он дебютировал в аргентинской Примере, выйдя на замену в конце домашнего поединка против «Тигре». За основную команду Дефедерико играл нерегулярно, а 13 февраля 2009 года он впервые забил в рамках Примеры, сравняв счёт на 15-й минуте гостевой игры с «Расингом» из Авельянеды, а через 14 минут сделал дубль в этом матче.
В августе 2009 года Дефедерико перешёл в бразильский «Коринтианс». 28 октября того же года он впервые отметился забитым голом за новый клуб, ставшим единственным и победным в гостевом поединке против «Витории». Пребывание в бразильском клубе было неудачным для аргентинца, наконец в декабре 2010 года он был отдан в аренду сроком на один год без возможности выкупа в аргентинский «Индепендьенте». Дефедерико отметился двумя забитыми мячами в Кубке Либертадорес 2011, но из-за многочисленных травм он редко играл в «Индепендьенте».
Летом 2012 года Дефедерико вернулся в «Уракан», выступавший в то время в аргентинской Примере B Насьональ. В первой половине сезона 2015 он играл без забитых мячей за команду «Нуэва Чикаго», вернувшуюся в аргентинскую Примеру. Затем он провёл 11 игр без забитых голов в турецкой Суперлиге за «Эскишехирспор», а в начале 2016 года перешёл в чилийский «Сан-Маркос де Арика». 13 марта 2016 года Дефедерико впервые за долгое время отметился голом на высшем уровне, ставшим единственным и победным в домашнем поединке против «Коло-Коло». «Сан-Маркос де Арика» по итогам сезона вылетел из чилийской Примеры, а Дефедерико подписал контракт с индийским клубом «Мумбаи Сити».